# غوشنة مخروطية
غوشنة مخروطية (الاسم العلمي: Morchella conica) هي نوع من الفطريات يتبع جنس الغوشنة من الفصيلة الغوشنية.